# 人類創世
「人類創世」 （じんるいそうせい）は1981年に製作されたフランス、カナダ合作映画。フランス語タイトルは"La Guerre du feu"（火の戦争）、英語タイトルは"Quest for Fire"（火の探索）。
ジャン＝ジャック・アノー監督。上映時間100分。

## 概要
アカデミーメイクアップ賞を受賞した。原作はJ・H・ロニー兄の同名小説"La Guerre du feu"。旧石器時代を舞台に、「火」を作り出す手段を持たない種族の青年たちが、失われた「火」探索の旅に出る物語である。なお、日本では映画化に合わせて角川書店から原作の翻訳『人類創世』（長島良三訳、1982年）が刊行された。日本での配給は東映洋画。日本公開版の冒頭には前説的アニメーション、ニュートン・ファミリーの主題歌が付加されていた。1983年8月6日『ゴールデン洋画劇場』（日本公開版）でTV初放送された。

## 製作
- 監督 ジャン＝ジャック・アノー
- 原作 J・H・ロニー兄
- 脚本 ジェラール・ブラッシュ
- 音楽 フィリップ・サルド
- 出演 レイ・ドーン・チョン、ナミール・エル・カディ、エヴェレット・マッギル、ロン・パールマン
- 主題歌 ニュートン・ファミリー「アトラ」（日本公開版主題歌）